# Symbolic (album, Death)
Symbolic (přeloženo do češtiny symbolický) je šesté studiové album americké deathmetalové skupiny Death vydané roku 1995 společností Roadrunner Records. Bylo nahráno ve studiu Morrisound Recording. V dubnu 2008 vyšla remasterovaná verze s 5 bonusovými skladbami.

## Seznam skladeb
1. Symbolic – 6:33
2. Zero Tolerance – 4:48
3. Empty Words – 6:22
4. Sacred Serenity – 4:27
5. 1,000 Eyes – 4:28
6. Without Judgement – 5:28
7. Crystal Mountain – 5:07
8. Misanthrope – 5:03
9. Perennial Quest – 8:21
10. Symbolic Acts (demo) – 5:56 1
11. Zero Tolerance (demo) – 4:11 1
12. Crystal Mountain (demo) – 4:24 1
13. Misanthrope (demo) – 5:41 1
14. Symbolic Acts (4-track demo) – 5:55 1

Pozn.: 1 – bonusové skladby na remasterované verzi z roku 2008

## Význam skladeb
Chuck Schuldiner okomentoval v rozhovoru jednotlivé skladby:
- Symbolic (symbolický) – Chuckova nejoblíbenější skladba, zaobírá se dospíváním, životními zkušenostmi, pozbýváním naivity a přebíráním zodpovědnosti. Mezi své vzory řadil i rodiče, kteří mu byli vždy oporou.
- Zero Tolerance (nulová tolerance) – píseň o intoleranci vůči lidem, kteří si rádi vymýšlejí a překrucují věci.
- Empty Words (prázdná slova) – song o nesplněných slibech, životních závazcích, nedůvěře některých lidí v život...
- Sacred Serenity (posvátný klid) – skladba o zvířatech, o jejich bezstarostnosti (Chuck měl rád psy a kočky).
- 1,000 Eyes (1 000 očí) – týká se kriminality a nového „video-věku“, kdy jsou ulice kontrolovány kamerami. Ztráta soukromí.
- Without Judgement (mimo mínění) – o obecném mínění, předsudcích, škatulkování, kritizování.
- Crystal Mountain (křišťálová hora) – o náboženství, úzkoprsých pánbíčkářích, kteří uznávají jen věci, které jim kážou představitelé jejich víry a hodnoty ostatních neuznávají. Intolerance až záměr uškodit. Vychází ze zkušenosti se sousedy na Floridě, kteří byli proti všemu a všem, ale v kostele byli mezi prvními.[7]
- Misanthrope (misantrop) – Chuck věřil v mimozemský život. Skladba je o skupině mimozemšťanů, která zpovzdálí sleduje destruktivní počínání lidstva, vraždy, ničení životního prostředí, bídu atd.
- Perennial Quest (stálé hledání) – o hledání pocitu štěstí v životě. Každý něco hledá a touží dosáhnout toho, čemu věří. Pro Chucka to znamenalo být v klidu, nikomu neškodit, platit účty, krmit psy a kočky.

## Sestava
- Chuck Schuldiner – kytara, vokály, spoluproducent
- Bobby Koelble – kytara
- Gene Hoglan – bicí[8]
- Kelly Conlon – baskytara